# Eberbacher Zeitung
Die Eberbacher Zeitung ist eine Lokalzeitung in Eberbach am Neckar. Sie wird wochentäglich im Rheinischen Format von der Neckartal Printmedien GmbH & Co. KG in Heidelberg herausgegeben. Die Eberbacher Zeitung übernimmt den Mantel der Südwest Presse Ulm und erstellt seit November 2014 zusammen mit der Eberbacher Lokalredaktion der Rhein-Neckar-Zeitung - Eberbacher Nachrichten -  einen nahezu identischen Lokalteil. Der Druck erfolgt bei der Rhein-Neckar-Zeitung, mit der auch eine Anzeigenkooperation besteht. Das Verbreitungsgebiet der Eberbacher Zeitung ist die Stadt selbst sowie der angrenzende Hohe und Kleine Odenwald. Die Verbreitung erfolgt über den Verlag der Rhein-Neckar-Zeitung. Die verkaufte Auflage beträgt 1224 Exemplare, ein Minus von 65,9 Prozent seit 1998.

## Geschichte
Der eigentliche Vorläufer der Eberbacher Zeitung ist das Eberbacher Wochenblatt, das am 29. Dezember 1863 von dem aus Karlsruhe stammenden Buchdrucker Carl Wagner als „liberale Zeitung“ erstmals herausgegeben wurde. Im Jahr 1874 übernahm Joseph Wieprecht aus Cochem das Eberbacher Wochenblatt und titelte es sofort in Eberbacher Zeitung um. Wieprecht veröffentlichte erstmals unter diesem Titel am 3. Januar 1874. Wieprecht blieb der „ausgesprochen national-liberalen Richtung“ von Wagner treu.
Am 1. Oktober 1887 gab der Eberbacher Buchdrucker Wilhelm Krauth erstmals die Tageszeitung Stadt- und Landbote heraus.
Bis zur Machtübernahme der Nationalsozialisten 1933 hatte Eberbach zwei Tageszeitungen: Die Eberbacher Zeitung und den Stadt- und Landboten. Im Rahmen der Maßnahmen gegen die konfessionelle und bürgerliche Presse veranlasste 1935 die Reichspressekammer den Herausgeber der Eberbacher Zeitung, Joseph Wieprechts Sohn Hermann Wieprecht, seine Zeitung mit dem Stadt- und Landboten zu fusionieren, um einer zwangsweisen Schließung des eigenen Verlages zuvorzukommen.
Am 31. Mai 1935, nach mittlerweile 63 Jahrgängen in der Hand der Familie Wieprecht, erschien die letzte eigenständige Ausgabe der Eberbacher Zeitung, während der Stadt- und Landbote, als einzige verbliebene Tageszeitung in Eberbach, den Untertitel Eberbacher Zeitung übernahm.
Ende 1943 stellte der Stadt- und Landbote kriegsbedingt sein Erscheinen ein. Erst am 12. Juli 1949 startete der Stadt- und Landbote, weiterhin im Verlag Wilhelm Krauth und mit dem Untertitel Eberbacher Zeitung, an vier Wochentagen wieder eine regelmäßige Ausgabe. Die volle Erscheinungsweise über die ganze Woche folgte 1954. Der Zeitungsmantel wurde ab der Nachkriegszeit von der Südwest Presse Ulm übernommen. Bis eine elektronische Übermittlung des Mantels erfolgte, wurden bei der Produktion der Zeitung mit dem Zug aus Ulm angelieferte Matern der Südwest Presse verwendet. Dementsprechend spät war der Andruck des Stadt- und Landboten, der deshalb erst gegen Mittag ausgetragen wurde. Andererseits konnten in die jeweilige Ausgabe sogar noch Ereignisse aufgenommen werden, die erst am Morgen des Erscheinungstages geschehen waren.
Bei einem optischen Relaunch im Jahr 1964 rückte der Untertitel Eberbacher Zeitung im Kopf zum Zeitungsnamen nach oben, Stadt- und Landbote wurde zum Untertitel. Obwohl der Name Eberbacher Zeitung seit dem 3. Januar 1874 besteht, zählt die jetzt erscheinende Eberbacher Zeitung ihre Jahrgänge nach dem ersten Erscheinungsdatum des Stadt- und Landboten im Jahr 1887.
Nach einer Insolvenz im Jahr 2009 ging die Eberbacher Zeitung mit ihrem Abonnentenstamm vom Verlag Wilhelm Krauth an die Neckartal Printmedien GmbH & Co. Diese Gesellschaft gehört zum Verlag der Rhein-Neckar-Zeitung, die selbst in Eberbach einen Lokalteil mit dem Untertitel Eberbacher Nachrichten herausgibt. Die Redaktionen der Eberbacher Zeitung und der Lokalausgabe der Rhein-Neckar-Zeitung waren bis Ende Oktober 2014 in einer Bürogemeinschaft, gestalteten ihre Ausgaben inhaltlich und nach ihrem jeweiligen Layout optisch unterschiedlich. Seit November 2014 sind die Lokalredaktionen der Eberbacher Zeitung und der Rhein-Neckar-Zeitung - Eberbacher Nachrichten - personell und organisatorisch zusammengelegt. Die Eberbacher Lokalteile beider Zeitungen sind seither inhaltlich nahezu identisch und im Layout der Rhein-Neckar-Zeitung, während der redaktionelle Mantel der Eberbacher Zeitung weiterhin dem der Südwest Presse entspricht.

## Auflage
Die Eberbacher Zeitung hat in den vergangenen Jahren erheblich an Auflage eingebüßt. Die verkaufte Auflage ist in den vergangenen 10 Jahren um durchschnittlich 5,9 % pro Jahr gesunken. Im vergangenen Jahr hat sie um 6,8 % abgenommen. Sie beträgt gegenwärtig 1224 Exemplare. Der Anteil der Abonnements an der verkauften Auflage liegt bei 97,3 Prozent.
| 1998 | 1999 | 2000 | 2001 | 2002 | 2003 | 2004 | 2005 | 2006 | 2007 | 2008 | 2009 | 2010 | 2011 | 2012 | 2013 | 2014 | 2015 | 2016 | 2017 | 2018 | 2019 | 2020 | 2021 | 2022 | 2023 | 2024 |
| ---- | ---- | ---- | ---- | ---- | ---- | ---- | ---- | ---- | ---- | ---- | ---- | ---- | ---- | ---- | ---- | ---- | ---- | ---- | ---- | ---- | ---- | ---- | ---- | ---- | ---- | ---- |
| 3586 | 3530 | 3476 | 3459 | 3430 | 3351 | 3255 | 3182 | 3086 | 3004 | 2934 | 2813 | 2635 | 2516 | 2452 | 2338 | 2260 | 2139 | 2045 | 1945 | 1861 | 1765 | 1684 | 1590 | 1460 | 1314 | 1224 |